# Herbert Hoover
Herbert Clark Hoover (født 10. august 1874, død 20. oktober 1964) var USA's 31. præsident (1929 – 1933).

## Erhvervskarriere
Han var ingeniør og arbejdede med dybdegående geologiske studier. Han gjorde sig bemærket som formand for Den belgiske Hjælpekomité, som oprettedes af diverse Londonkomitéer ved udbruddet af 1. verdenskrig. Ved USA's indtræden i krigen blev han indsat som formand for en kommission, der skulle kontrollere de neutrale landes tilførsler.

## Politisk karriere
Som handelsminister i 1920'erne under præsidenterne Warren G. Harding og Calvin Coolidge forfremmede Hoover partnerskaber mellem regeringen og erhvervslivet under rubrikken "økonomisk modernisering" og spillede en betydelig rolle i afhjælpningen af nøden i Europa efter 1. verdenskrig.

### USA's 31. præsident
Ved præsidentvalget i 1928 vandt Hoover let den republikanske nominering, trods manglende erfaring som folkevalgt. USA var på højden af en økonomisk boble, da Hoover trådte til, hvilket lettede hans jordskredssejr over demokraten Al Smith.
Han var USA's præsident, da den store verdenskrise brød ud 1929, og det kom til at præge hele hans embedsperiode. 
Hoover var stærk tilhænger af "Efficiency Movement", som fastslog, at regeringen og økonomien blev undergravet af ineffektivitet og spild, og burde ledes af eksperter, som kunne identificere problemerne og løse dem. Han troede også på vigtigheden af frivilligt arbejde, og af den rolle individer spiller i samfundet og økonomien. Hoover havde skabt sig en formue ved spekulation i minedrift. Da Wall Street-krakket i 1929 ramte mindre end otte måneder efter han tiltrådte, forsøgte Hoover at bekæmpe den efterfølgende store depression med tvangsindsatser, bl.a. offentlige arbejdsprojekter som Hoover Dam. Disse initiativer resulterede dog ikke i en økonomisk genopretning. I 1932 tabte han præsidentvalget til Franklin D. Roosevelt.

### Kritiker af New Deal
I løbet af 30'erne og 40'erne kritiserede Hoover Roosevelts New Deal-politik og præsidentens internationalistiske udenrigspolitik. Hoover var i den sidste del af sit liv en førende isolationist indenfor det republikanske parti.

### Rejse i det besatte Tyskland
Efter Roosevelts død blev han rådgiver for den nye præsident, Harry S. Truman, der i 1946 udpegede den tidligere præsident til at rejse til Tyskland for at undersøge fødevaresituationen dér.
Hoover rejste rundt i dét, der skulle blive Vesttyskland, i Hermann Görings gamle togvogn og skrev en række rapporter, der var kritiske over den amerikanske besættelsespolitik. Økonomien Tyskland var "faldet til det laveste niveau i hundrede år". I en rapport udtalte han:
 Det er en illusion, at det nye Tyskland efter anneksionen kan reduceres til en "pastoral tilstand". Det kan ikke gøres, medmindre vi udrydder eller flytter 25.000.000 mennesker fra Tyskland.

### Hooverkommisionerne
1947 udnævntes ekspræsidenten til at lede en kommission, Hooverkommissionen, der havde til opgave at gennemgå regeringsorganisationen. Præsident Eisenhower udnævnte ham til formand for den anden Hooverkommission med en lignende mission i 1953.
På trods af sit venskab med præsident Truman kritiserede han dennes udenrigspolitik overfor Europa, og mente at præsidenten i stedet skulle opruste forsvaret af USA, især i søværnet. Han var en hård antikommunist og mente, at den vestlige verden skulle stå sammen mod den "gudløse kommunisme".

### Støtte til den konservative Barry Goldwater
Kort før sin død i 1964 gav han sin støtte til den republikanske præsidentkandidat, den konservative Arizonasenator Barry Goldwater.
Herbert Hoover led ligesom sin efterfølger Franklin D. Roosevelt af triskaidekafobi, som er angsten for tallet 13.